# Bernard Brégeon
Bernard Brégeon (6 luglio 1962) è un ex canoista francese.

## Palmarès

### Olimpiadi
- 2 medaglie:
  - 1 argento (Los Angeles 1984 nel K-2 1000 m)
  - 1 bronzo (Los Angeles 1984 nel K-1 500 m)

### Mondiali
- 3 medaglie:
  - 1 oro (Belgrado 1982 nel K-2 10000 m)
  - 1 argento (Montréal 1986 nel K-1 10000 m)
  - 1 bronzo (Mechlen 1985 nel K-1 500 m)